# Грин-Вуд (Даллас)
Грин-Вуд (англ. Green-Wood Сemetery) — кладбище в Далласе, штат Техас, США.

## История
Гринвудское кладбище — это частное неконфессиональное кладбище, расположенное в пригороде Далласа. Было основано в 1875 году как Trinity Cemetery (Троицкое кладбище). В то время кладбище находилось за городом и было окружено сельхозугодьями.
Первое захоронение на кладбище состоялось в марте 1875 года — здесь была похоронена Сьюзен Брэдфорд (Susan Bradford). К 1896 году кладбище пришло в упадок. Это послужило толчком к созданию Ассоциации кладбищ Гринвуд (Greenwood Cemetery Association), которая взяла на себя обслуживание и эксплуатацию кладбища и дала ему его нынешнее название.
Среди похороненных на кладбище — художница Вивиан Аунспо.